# Świętojurcy

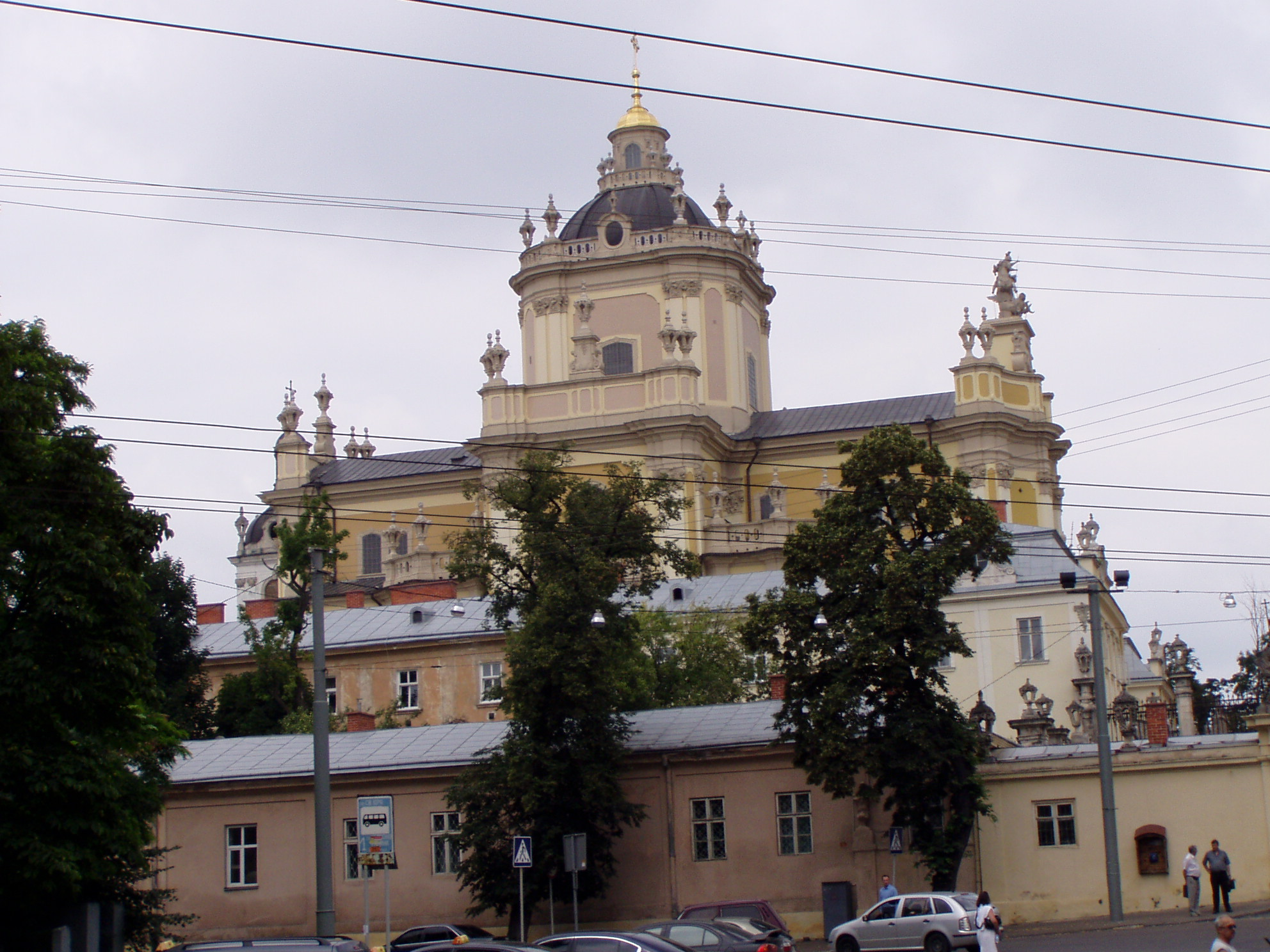
Sobór św. Jura

Świętojurcy – ukraińskie ugrupowanie polityczne (nazwa pochodzi od katedry św. Jura), działające od 1848 we Lwowie przy wsparciu  wyższych duchownych unickich.
Było wspierane przez  gubernatora Franza Stadiona, występowało przeciw polskiemu ruchowi narodowemu. Do 1882 świętojurcy reprezentowali opcję staroruską. W tym roku wytoczono przywódcom starorusinów proces o zdradę stanu i popieranie prawosławia (Afera Hniliczek). Główni oskarżeni – Adolf Dobrianskyj i Iwan Naumowycz zostali uniewinnieni, jednak proces ujawnił, że wielu działaczy starorusińskich i wyższego kleru było agentami Rosji. Dlatego też zmuszono do ustąpienia metropolitę Josyfa Sembratowycza.
Od tej pory „sfery świętojurskie” reprezentowały narodową opcję ukraińską, od 1900 było to środowisko polityczne zbliżone do arcybiskupa Andrija Szeptyckiego.